# Станіслав Любомирський (пом. 1577)
Станіслав Любомирський гербу Шренява (нар. бл. 1513 — пом. 1577) — польський шляхтич з роду Любомирських.

## Життєпис
Був дідичем Ґраюва, Славковиць, Волиці та Тромбків.
1533 року разом із братами придбав Сулув.
1537 року одружився з заможною служницею королеви Бони Лаурою де Еффрем (пом. 1539), чим значно покращив маєтності родини, адже її посаг становив майже 2000 флоринів.
Вдруге одружився 1544 року з Барбарою Грушовською (пом. 1561), дочкою Єроніма Грушовського з Заблоця, яка принесла йому посаг 3000 флоринів і віно на Славковиці, Зборув, Волю, Соснувки і Заблоце. Після цього Станіслав придбав наступні маєтності — частини Лазанів (1537 і 1549), Волю Ґомольчевську (1549), Сендзейовиці, частину Ґлюва і Недомиці (1550).
1568 року успадкував від кузена Йоахіма ключ Журавицький у землі перемиській, а саме Журавицю, Бушковичі, Вапівці, Лутівня, Вуйковичі і частину Батичів з королівськими Мацьковичами.
Помер 1577 року, похований в костелі в Лазанах.

## Сім'я
З першою дружиною Лаурою де Еффрем мав сина, який швидко помер:
- Фаустин (1538-1539).

Друга дружина Барбара Грушовська народила в шлюбі 3 дітей:
- Анна — дружина Вінцента Вєруського;
- Катаржина — дружина Яна Пжипковського[8];
- Себастьян (бл. 1546-1613) — каштелян войницький, бецький, малогоський, бургграф і жупник краківський, староста добчицький, сондецький, списький, ліпніцький, тимбарський, сандомирський.